# Cosmosoma dorsicincta
Cosmosoma dorsicincta là một loài bướm đêm thuộc phân họ Arctiinae, họ Erebidae.